# Molynocoelia
Molynocoelia is een geslacht van boorvliegen uit Latijns-Amerika.

## Taxonomie
Het geslacht bestaat uit volgende soorten:
- Molynocoelia grossa Norrbom, 2006
- Molynocoelia erwini Norrbom, 2011[1]
- Molynocoelia lutea Giglio-Tos, 1893
- Molynocoelia plumosa Norrbom, 2006
- Molynocoelia separata Norrbom, 2006